# Lijst van voetballers - H
Dit is een lijst van voetballers met een artikel op Wikipedia van wie de achternaam begint met de letter H.

## Ha

### Haa
- Philip Haagdoren
- Tuomas Haapala
- Arie Haan
- Ferry de Haan
- Foppe de Haan
- Radjin de Haan
- Albert van der Haar
- Hans van de Haar
- Martin Haar
- Ramon van Haaren
- Bobby Haarms
- Bernt Haas
- Mario Haas
- Jerry Haatrecht
- Winston Haatrecht
- Philipp Haastrup
- Kert Haavistu

### Hab
- David Habarugira
- Habib Habibou

### Hac
- Abderahmane Hachoud
- Hayden Hackney

### Had
- Ghasem Hadadifar
- Oussama Haddadi
- Moulay Haddou
- Zachary Hadji
- Anouar Hadouir
- Amir Hadžiahmetović
- Faruk Hadžibegić
- Anel Hadžić

### Hae
- Robbie Haemhouts
- Devin Haen

### Haf
- Reinhard Häfner

### Hah
- André Hahn
- Warner Hahn
- Marcus Hahnemann

### Hai
- Amadou Haidara
- Hao Haidong
- Marlon Hairston

### Haj
- Boyukaga Hajiyev
- Izet Hajrović
- Ehsan Hajsafi

### Hag
- Erik Hagen
- Karim Haggui
- Reza Haghighi
- Gheorghe Hagi

### Hak
- Jesper Håkansson
- Richard Haklander
- Juha Hakola
- Achraf Hakimi

### Hal
- Alf-Inge Håland
- Erling Braut Håland
- Vahid Halilhodžić
- Alen Halilović
- Tibor Halilović
- Lewis Hall
- Jan Halle
- Leo Halle
- Martin Halle
- Emil Hallfreðsson
- Rafik Halliche
- Ben Halloran
- Viljo Halme
- Jan van Halst
- Markus Halsti
- Jan Halvor Halvorsen

### Ham
- Kasper Hämäläinen
- Dietmar Hamann
- Tarek Hamed
- Souleymanou Hamidou
- Mia Hamm
- Ronald Hamming
- Kurt Hamrin
- Matthias Hamrol

### Han
- Han Kwang-song
- Gerhard Hanappi
- Dávid Hancko
- Samir Handanovič
- Tim Handwerker
- Willem van Hanegem
- Mike Hanke
- Asbjørn Hansen
- Esben Hansen
- Jesper Hansen
- Harald Hansen
- Heino Hansen
- Hugo Hansen
- Martin Hansen
- Sverre Hansen
- Johan Hansma
- Mohamed Hany
- Warner Hahn

### Hao
- Hao Haidong

### Hap
- Ernst Happel

### Har
- Taichi Hara
- Genki Haraguchi
- Lukáš Haraslín
- Bertus de Harder
- Gheorghe Harea
- Owen Hargreaves
- Faris Haroun
- Callum Harriott
- Atiba Harris
- Neil Harris
- Jack Harrison
- Joe Hart
- Cor van der Hart
- Mickey van der Hart
- Ian Harte
- Nils den Hartog
- Lukman Haruna

### Has
- Kenan Hasagić
- Besnik Hasi
- Makoto Hasebe
- Ahmed Hassan
- Hossam Hassan
- Ibrahim Hassan
- Mahmoud Hassan
- Jimmy Floyd Hasselbaink
- Cees van Hasselt

### Hat
- Reo Hatate
- Mark Hateley
- Jorrel Hato
- Stevie Hattu

### Hau
- Haukur Heiðar Hauksson
- Lothar Hause
- René Hauss

### Hav
- Dido Havenaar
- Mike Havenaar

### Hax
- Altin Haxhi

### Hay
- Thom Haye
- Jonny Hayes

### Haz
- Eden Hazard
- Thorgan Hazard
- Admir Haznadar
- Kostadin Hazurov

## He

### Hea
- David Healy

### Hed
- Matt Hedges
- Magnus Hedman

### Hee
- Puck van Heel
- Freek Heerkens
- Joeri Heerkens
- Remco Heerkens

### Heg
- Ahmed Hegazy
- Vegard Heggem

### Hei
- Arjen van der Heide
- Joop van der Heide
- Sandor van der Heide
- Ruud ter Heide
- Gert Heidler
- Erik Heijblok
- Jan-Arie van der Heijden
- Felix von Heijden
- Tapio Heikkilä
- Ari Heikkinen
- Karl Hein
- Antti Heinola
- Jürgen Heinsch
- Jan Heintze
- Marek Heinz
- Gabriel Heinze
- John Heitinga

### Hek
- Mustafa Hekimoğlu

### Hel
- Glenn Helder
- Mike Helenklaken
- Iván Helguera
- Michał Helik
- Juha Helin
- Petri Helin
- Eric Hellemons
- Dick Helling
- Jan Hellström
- Thomas Helmer
- Thorstein Helstad
- Thomas Helveg

### Hem
- Tomer Hemed
- Roel van Hemert
- Rick Hemmink
- Jimmy Hempte

### Hen
- Juan Carlos Henao
- Stéphane Henchoz
- Jeff Hendrick
- Jonathan Hendrickx
- Bas Hendriks
- Ben Hendriks
- Jurgen Hendriks
- Peter Hendriks (1958)
- Peter Hendriks (1980)
- Reinder Hendriks
- Ronald Hendriks
- Sam Hendriks
- Stef Hendriks
- Terry Hendriks
- Thijs Hendriks
- Wim Hendriks
- Jan Hendriksen
- Roy Hendriksen
- Marc Hendrikx
- Jorrit Hendrix
- Colin Hendry
- Nick Hengelman
- Peter van der Hengst
- Rouwen Hennings
- Max Henny
- Bo Henriksen
- Markus Henriksen
- René Henriksen
- Gustavo Henrique
- Luis Henrique
- Paulo Henrique Carneiro Filho
- Paulo Henrique Chagas de Lima
- Pedro Henrique
- Ángelo Henríquez
- Doneil Henry
- Thierry Henry
- Matthijs Hensens
- Giovanni Henskens
- Harry Hentenaar

### Hep
- Rushian Hepburn-Murphy
- Urmas Hepner

### Her
- Ricki Herbert
- Juan Carlos Heredia
- Heinz Hermann
- Edwin Hermans
- Mario Hermoso
- Abel Hernández
- Carlos Hernández
- Cucho Hernández
- Dani Hernández
- Ferdino Hernandez
- Javier Hernández
- Jorge Hernández
- José Hernández
- Kevin Hernández
- Moises Hernandez
- Pedro Pablo Hernández
- Yeremay Hernández
- Frédéric Herpoel
- Diego Herrera
- Emanuel Herrera
- Héctor Herrera
- Helenio Herrera
- Johnny Herrera
- Luis Fernando Herrera
- Hernán Darío Herrera
- José Oscar Herrera
- Andy Herron
- Youssouf Hersi
- Damien Hertog
- Andreas Herzog

### Hes
- Kai van Hese
- Léon Hese
- Jake Hesketh
- Emile Heskey
- Danny Hesp
- Ruud Hesp
- Willem Hesselink
- Jeroen Hessing
- Eirik Hestad
- Harry Hestad

### Het
- Përparim Hetemaj

### Heu
- Jeroen Heubach

### Hey
- Georges Heylens
- Michaël Heylen
- Dirk Heyne

## Hi

### Hia
- Tom Hiariej

### Hic
- Josef Hickersberger
- Thomas Hickersberger

### Hid
- Michel Hidalgo
- Guus Hiddink
- Isli Hidi

### Hie
- Joop Hiele
- Stefan Hierländer
- Fernando Hierro
- Janne Hietanen

### Hig
- Gonzalo Higuaín
- René Higuita

### Hij
- Gerard Hijlkema

### Hik
- Ronald Hikspoors

### Hil
- Cătălin Hîldan
- Timo Hildebrand
- George Hilsdon
- Delano Hill

### Him
- Yacine Hima
- Juhani Himanka

### Hin
- Piero Hincapié
- Andreas Hinkel
- Philippe Hinschberger
- Martin Hinteregger
- Lukas Hinterseer

### Hip
- Michal Hipp

### Hir
- Lars Hirschfeld

### His
- Shaka Hislop

### Hit
- Tom Hitchcock
- Marwin Hitz
- Ottmar Hitzfeld
- Thomas Hitzlsperger

## Hj
- Ari Hjelm

## Hl
- Thulani Hlatshwayo
- Peter Hlinka
- Adam Hloušek

## Ho

### Hob
- Jack Hobbs

### Hoc
- Marc Höcher
- Xavier Hochstrasser

### Hod
- Glenn Hoddle
- Marc Hodel
- Davy Hodselmans
- Lee Hodson
- Tarik Hodžić

### Hoe
- Wesley Hoedt
- Jergé Hoefdraad
- Carl Hoefkens
- Oeki Hoekema
- Danny Hoekman
- Peter Hoekstra
- Rene Hoen
- Danny Hoesen

### Hof
- Héctor Hoffens
- Eric Hoffmann
- Martin Hoffmann
- Wim Hofkens
- Kevin Hofland
- Kerst Hofman
- Robin Hofman
- Bennie Hofs
- Henk Hofs
- Nicky Hofs
- Arno Hofstede
- Tim Hofstede
- Erik Hoftun

### Hog
- Jes Høgh
- Per-Mathias Høgmo
- Lucas Høgsberg

### Hoi
- Jon Inge Høiland
- Junior Hoilett

### Hoj
- Pierre Højbjerg
- Steffen Højer

### Hog
- Jan Á Høgaryggi
- Jesper Hogedoorn
- Marc Hogervorst

### Hol
- Robby Holder
- Lucas Höler
- Danny Holla
- James Holland
- John Holland
- Matt Holland
- Dennis Hollart
- Thomas Höller
- Benedict Hollerbach
- Hennie Hollink
- Ian Holloway
- Brett Holman
- Ryan Holman
- Erik Holmberg
- Rolf Holmberg
- Samuel Holmén
- Sebastian Holmén
- Erik Holmgren
- Øivind Holmsen
- Filip Hološko
- Christian Holst
- Erik Holtan
- Luc Holtz

### Hon
- Hong Jeong-ho

### Hoo
- Rick Hoogendorp
- Jeffrey Hoogervorst
- Dillon Hoogewerf
- Nico-Jan Hoogma
- Jordi Hoogstrate
- Geraldo Hoogvliets
- Elson Hooi
- Rick Hooijboer
- Pierre van Hooijdonk
- Wes Hoolahan
- Fred van der Hoorn
- Mike van der Hoorn

### Hop
- Josh Hope

### Hor
- Tomáš Hořava
- Oleksandr Horjainov
- Enrique Hormazábal
- Fredrik Horn
- Olivier ter Horst
- Randy Horton
- Csaba Horváth
- Ferenc Horváth
- Gábor Horváth
- Pavel Horváth

### Hos
- Tsukasa Hosaka
- Brutil Hosé
- Ahmed Hossam
- Jalal Hosseini

### Hot
- Marc Hottiger

### Hou
- Jean-Marie Houben
- Conor Hourihane
- René Houseman
- Peter Houtman
- Leo Houtsonen
- Henk Houwaart
- Thijs Houwing

### Hov
- Hugo Hovenkamp
- Even Hovland

### How
- Tim Howard
- Eddie Howe

### Hoy
- Carlos Hoyos
- Hebert Hoyos

## Hr
- Lukáš Hrádecký
- Branimir Hrgota
- Mirko Hrgović
- Ǵorǵi Hristov

## Hu

### Hub
- Stefan Huber

### Huc
- Branko Hucika

### Hud
- Tom Huddlestone

### Hue
- Gustavo Huerta

### Hug
- Aaron Hughes
- Dylan Hughes
- Mark Hughes
- Hugo
- Victor Hugo

### Huh
- Jyrki Huhtamäki

### Hui
- Daan Huiskamp
- Marcel Huisman
- Robin Huisman de Jong
- Pieter Huistra
- Harris Huizingh

### Hul
- Barry Hulshoff
- Luuk Hultermans

### Hun
- Rimo Hunt
- Klaas-Jan Huntelaar

### Hur
- Anthony van den Hurk
- Jarkko Hurme
- Geoff Hurst
- Eduardo Hurtado
- Héctor Hurtado
- Iván Hurtado
- Patricio Hurtado

### Hus
- Erik Huseklepp
- Pascal Huser
- Daniel Huss

### Hut
- Atiba Hutchinson
- Omari Hutchinson
- Robert Huth
- Alan Hutton
- Olavi Huttunen
- Toni Huttunen

### Huy
- Stein Huysegems

## Hw
- Hwang Seok-ho

## Hy
- Luke Hyam
- Miroslav Hýll
- Emerson Hyndman
- Aki Hyryläinen
- Elseid Hysaj
- Glenn Hysén
- Sami Hyypiä

A · B · C · D · E · F · G · H · I · J · K · L · M · N · O · P · Q · R · S · T · U · V · W · X · Y · Z